# Giuseppe Lisio
Giuseppe Lisio (Lanciano, 27 gennaio 1870 – Milano, 11 maggio 1912) è stato un italianista italiano.

## Biografia
Compì a Bologna gli studi universitari e si laureò in lettere nel 1893. Fu allievo di Giosuè Carducci e lo ebbe come relatore per la tesi di laurea. Questa verteva sulla metrica della canzone duecentesca e fu pubblicata nel 1895 come Studio su la forma metrica della canzone italiana nel secolo XIII. Il modello carducciano, ossia lo studio degli aspetti formali nella prosa d'arte della nostra storia letteraria, fu sempre presente anche nella successiva produzione critica di Giuseppe Lisio. Della sua devota ammirazione per il maestro egli rese peraltro esplicita testimonianza.
Dedicò gran parte della sua esistenza, oltre che alle ricerche di tecnica letteraria, all'insegnamento nelle scuole secondarie, con frequenti e a volte disagevoli cambiamenti di sede. Ebbe il suo primo incarico nel 1894, nel ginnasio di Lugo di Romagna. Nei due anni successivi insegnò prima nel ginnasio di Acquaviva delle fonti, in provincia di Bari, poi a Firenze. Nel capoluogo toscano conobbe Michele Barbi, nel quale trovò un'esperta guida per le sue ricerche presso le più importanti biblioteche fiorentine, da cui scaturirono le sue prime analisi testuali. Tra queste, le Orazioni scelte del secolo XVI (1897) e le due edizioni, quella critica e quella commentata, de Il Principe di Niccolò Machiavelli (rispettivamente, 1898 e 1900). Per quest'ultima edizione ottenne dall'Accademia dei Lincei un «premio d'incoraggiamento».
In concomitanza con questi ultimi studi, proseguì il suo insegnamento nei licei di Campobasso (1899) e di Como (1900), oltre a partecipare a numerosi concorsi a cattedre conseguendo la relativa "idoneità". Nel 1902 ottenne la libera docenza presso l'Accademia scientifico-letteraria di Milano. Nello stesso anno pubblicò L'arte del periodo nelle opere volgari di Dante Alighieri e del secolo XIII. Con questo saggio di particolare impegno, Lisio «attraverso l'analisi dell'architettura del periodo nella letteratura delle origini e soprattutto nella produzione dantesca, diede il proprio contributo all'elaborazione della critica stilistica moderna: oltre a cogliere uno stretto legame tra le strutture sintattiche e gli effetti artistici, tentò d'impostare una stilistica storica, a partire dalla vecchia retorica normativa e precettistica»
Dopo tanti trasferimenti di sede, nel 1903 poté domiciliarsi in via definitiva a Milano, dove ricoprì come docente di ruolo "ordinario" la cattedra di lettere italiane nel liceo milanese «Manzoni». In questo istituto rimase in servizio per il resto della sua vita. Fu anche un attento studioso del nostro Risorgimento ed uno dei promotori della Società nazionale della storia del Risorgimento. Nel 1908 risultò compreso nella terna dei vincitori del concorso bandito dal Magistero femminile di Roma per una cattedra di stilistica.
La tisi, che già da anni lo stava consumando, lo stroncò a Milano nella primavera del 1912.

## Opere
- Una stanza del Petrarca musicata dal Du Fay, Bologna, Treves, 1893.
- Studio su la forma metrica della canzone italiana nel secolo XIII, Imola, Tipografia Galeati, 1895.
- Orazioni scelte del secolo XVI, edizione commentata, Firenze, Sansoni, 1997.
- Il Principe di Niccolò Machiavelli, edizione critica, Firenze, Sansoni, 1899.
- Il Principe di Niccolò Machiavelli, edizione commentata, Firenze, Sansoni, 1900.
- L'arte del periodo nelle opere volgari di Dante Alighieri e del secolo XIII, Bologna, Zanichelli, 1902.
- «Lo bello stile» nelle «Rime» e nella «Divina Commedia», in «Rivista d'Italia», settembre 1904.
- Lo studio dell'arte del periodo e la storia della letteratura, in Atti del Congresso nazionale di scienze storiche, volume quarto, Roma, 1904.
- Rarità ariostesche e autografi ariosteschi, in Da Dante a Leopardi, Milano, Hoepli, 1904.
- Note ariostesche, in Atti del Congresso internazionale di scienze storiche, volume quarto, Roma, 1904.
- La Divina Commedia commentata e illustrata ad uso del popolo, Milano, Paolo Carrara stampa 1906.
- Ricordi carducciani, in «La Lettura», 1907, pp. 129-163.
- Arte e poesia. Studiando il canto X del «Purgatorio» dantesco, in «Rivista d'Italia», marzo 1907.
- Il canto primo e il canto secondo dell'Orlando Furioso. Testo critico comparato, Milano, La Gutemberg, 1909.